# Кабинет министров Грузии
Кабинет министров Грузии — орган исполнительной власти в Грузии. Главой кабинета министров является премьер-министр, назначаемый парламентом по представлению президента. В случаях особой важности собрания кабинета министром проводит сам президент. До 24 января 2008 года в кабинет министров входило четыре государственных министра и тринадцать министров. После переизбрания президента Саакашвили была проведена реформа, по которой количество государственных министров уменьшилось до трёх. В Грузии пост государственного министра имеет большую важность чем пост обычного министра.

## Состав кабинета министров

### Правительство Жвании (17 февраля 2004 — 3 февраля 2005)
В Кабинет министров вошли премьер-министр, 15 министров и 4 государственных министра. В новом составе правительства четверо женщин. Одна часть министров, которые были назначены временным правительством после ноябрьской революции, сохранила должности в новом правительстве. Президент Саакашвили назвал новое правительство Грузии «самым молодым, профессиональным и прогрессивным правительством в Восточной Европе». 3 февраля 2005 года Зураб Жвания неожиданно умер при невыясненных до конца обстоятельствах.
| Должность                                                              | Министр                            |
| ---------------------------------------------------------------------- | ---------------------------------- |
| Премьер-министр Глава кабинета министров                               | Зураб Жвания                       |
| Государственный министр по вопросам евроатлантической интеграции       | Тамар Беручашвили                  |
| Государственный министр по вопросам реинтеграции                       | Гурам Абсандзе                     |
| Государственный министр по вопросам урегулирования конфликтов          | Гога Хаиндрава                     |
| государственный министр по вопросам развития среднего и малого бизнеса | Джамбул Бакурадзе                  |
| Министр финансов                                                       | Зураб Ногаидели                    |
| Министр иностранных дел                                                | Тедо Джапаридзе Саломе Зурабишвили |
| Министр внутренних дел                                                 | Георгий Барамидзе                  |
| Министр обороны                                                        | Гела Бежуашвили                    |
| Министр образования и науки                                            | Каха Ломая                         |
| Министр экономики и устойчивого развития                               | Ираклий Рехвиашвили                |
| Министр сельского хозяйства                                            | Давид Шервашидзе                   |
| Министр юстиции                                                        | Георгия Папуашвили                 |
| Министр инфраструктуры                                                 | Тамар Сулухия                      |
| Министр охраны окружающей среды и природных ресурсов                   | Тамар Лебанидзе                    |
| Министр энергетики                                                     | Николоз Гилаури                    |
| Министр здравоохранения, труда и социальной защиты                     | Гиги Церетели                      |
| Министр по делам беженцев и расселению                                 | Этер Астемирова                    |

### Правительство Ногаидели (17 февраля 2005 — 16 ноября 2007)
| Должность                                                                             | Министр                                                  |
| ------------------------------------------------------------------------------------- | -------------------------------------------------------- |
| Премьер-министр Глава кабинета министров                                              | Зураб Ногаидели                                          |
| Государственный министр по вопросам евроатлантической интеграции Вице-премьер-министр | Георгий Барамидзе                                        |
| Государственный министр по вопросам реинтеграции Вице-премьер-министр                 | Георгий Хаиндрава, Мераб Антадзе                         |
| Министр финансов                                                                      | Алексий Алексишвили                                      |
| Министр иностранных дел                                                               | Саломе Зурабишвили Гела Бежуашвили                       |
| Министр внутренних дел                                                                | Иване Мерабишвили                                        |
| Министр обороны                                                                       | Ираклий Окруашвили, Давид Кезерашвили                    |
| Министр образования и науки                                                           | Александр (Каха) Ломая                                   |
| Министр экономики и устойчивого развития                                              | Ираклий Чоговадзе, Ираклий Окруашвили, Георгий Арвеладзе |
| Министр сельского хозяйства                                                           | Михаил Свимонишвили, Петр Цискаришвили                   |
| Министр юстиции                                                                       | Гия Кавтарадзе                                           |
| Министр культуры и охраны памятников                                                  | Георгий Габашвили                                        |
| Министр охраны окружающей среды и природных ресурсов                                  | Георгий Хачидзе                                          |
| Министр энергетики                                                                    | Николоз Гилаури                                          |
| Министр здравоохранения, труда и социальной защиты                                    | Владимир Чипашвили                                       |

### Правительство Гургенидзе (22 ноября 2007 — 1 ноября 2008)
| Должность                                                                             | Министр                                           |
| ------------------------------------------------------------------------------------- | ------------------------------------------------- |
| Премьер-министр Глава кабинета министров                                              | Ладо Гургенидзе                                   |
| Государственный министр по вопросам евроатлантической интеграции Вице-премьер-министр | Георгий Барамидзе                                 |
| Государственный министр по вопросам реинтеграции                                      | Темур Якобашвили                                  |
| Государственный министр по вопросам диаспоры                                          | Иулион Гагошидзе                                  |
| Государственный министр по делам беженцев и расселению                                | Коба Субелиани                                    |
| Государственный министр по вопросам регионального управления                          | Давид Ткешелашвили                                |
| Министр иностранных дел                                                               | Гела Бежуашвили, Давид Бакрадзе, Эка Ткешелашвили |
| Министр внутренних дел                                                                | Иване Мерабишвили                                 |
| Министр обороны                                                                       | Давид Кезерашвили                                 |
| Министр образования и науки                                                           | Майя Миминошвили, Гия Нодия                       |
| Министр экономики и устойчивого развития                                              | Георгий Арвеладзе, Эка Шарашидзе                  |
| Министр сельского хозяйства                                                           | Пётр Цискаришвили, Бакур Квезерели                |
| Министр юстиции                                                                       | Эка Ткешелашвили, Ника Гварамия                   |
| Министр культуры, охраны памятников и спорта                                          | Георгий Габашвили, Николоз Вачеишвили             |
| Министр охраны окружающей среды и природных ресурсов                                  | Заза Гамцемлидзе                                  |
| Министр энергетики                                                                    | Александр Хетагури                                |
| Министр здравоохранения, труда и социальной защиты                                    | Давид Ткешелашвили, Александр Квиташвили          |
| Министр финансов                                                                      | Николоз Гилаури                                   |

### Правительство Гилаури (6 февраля 2009 — 4 июля 2012)
| Должность                                                                                       | Министр                               |
| ----------------------------------------------------------------------------------------------- | ------------------------------------- |
| Премьер-министр Глава кабинета министров                                                        | Николоз Гилаури                       |
| Государственный министр по вопросам евроатлантической интеграции Вице-премьер-министр           | Георгий Барамидзе                     |
| Государственный министр по вопросам реинтеграции Вице-премьер-министр                           | Екатерина Ткешелашвили                |
| Министр финансов                                                                                | Каха Баиндурашвили, Дмитрий Гвиндадзе |
| Министр внутренних дел                                                                          | Иване Мерабишвили                     |
| Министр обороны                                                                                 | Бачана (Бачо) Ахалая                  |
| Государственный министр по вопросам диаспоры                                                    | Мирза (Папуна) Давитая                |
| Министр регионального развития и инфраструктуры                                                 | Рамаз Николаишвили                    |
| Министр образования и науки                                                                     | Дмитрий Шашкин                        |
| Министр экономики и устойчивого развития                                                        | Вероника Кобалия                      |
| Министр сельского хозяйства                                                                     | Заза Горозия                          |
| Министр юстиции                                                                                 | Зураб Адеишвили                       |
| Министр культуры и охраны памятников                                                            | Николоз (Ника) Руруа                  |
| Министр охраны окружающей среды и природных ресурсов                                            | Георгий Хачидзе                       |
| Министр энергетики                                                                              | Александр Хетагури                    |
| Министр здравоохранения, труда и социальной защиты                                              | Александр Квиташвили, Андрия Урушадзе |
| Министр по исполнению наказаний и юридической помощи                                            | Хатуна Калмахелидзе                   |
| Министр спорта и молодёжи                                                                       | Владимир Вардзелашвили                |
| Министр по делам вынужденно перемещенных с оккупированных территорий лиц, беженцев и расселению | Коба Субелиани                        |

### Правительство Мерабишвили (4 июля 2012 — 25 октября 2012)
| Должность                                                                                       | Министр                           |
| ----------------------------------------------------------------------------------------------- | --------------------------------- |
| Премьер-министр Глава кабинета министров                                                        | Иване Мерабишвили                 |
| Государственный министр по вопросам евроатлантической интеграции Вице-премьер-министр           | Торнике Гордадзе                  |
| Государственный министр по вопросам реинтеграции Вице-премьер-министр                           | Екатерина Ткешелашвили            |
| Министр финансов                                                                                | Александр Хетагури                |
| Министр иностранных дел                                                                         | Григол Вашадзе                    |
| Министр внутренних дел                                                                          | Бачо Ахалая Екатерина Згуладзе    |
| Министр обороны                                                                                 | Дмитрий Шашкин                    |
| Государственный министр по вопросам диаспоры                                                    | Мирза (Папуна) Давитая            |
| Государственный министр по занятости                                                            | Паата Трапаидзе                   |
| Министр регионального развития и инфраструктуры                                                 | Лаша Мгеладзе                     |
| Министр образования и науки                                                                     | Хатия Деканоидзе                  |
| Министр экономики и устойчивого развития                                                        | Вероника Кобалия                  |
| Министр сельского хозяйства                                                                     | Заза Горозия                      |
| Министр юстиции                                                                                 | Зураб Адеишвили                   |
| Министр культуры и охраны памятников                                                            | Николоз (Ника) Руруа              |
| Министр охраны окружающей среды и природных ресурсов                                            | Гиорги Зедгинидзе                 |
| Министр энергетики                                                                              | Вахтанг Балавадзе                 |
| Министр здравоохранения, труда и социальной защиты                                              | Зураб Чиаберашвили                |
| Министр по исполнению наказаний и юридической помощи                                            | Хатуна Калмахелидзе Гиорги Тугуши |
| Министр спорта и молодёжи                                                                       | Владимир Вардзелашвили            |
| Министр по делам вынужденно перемещенных с оккупированных территорий лиц, беженцев и расселению | Далиа Хомерики                    |

### Правительство Иванишвили (25 октября 2012 — 20 ноября 2013)
| Должность                                                                                       | Министр                                                                      |
| ----------------------------------------------------------------------------------------------- | ---------------------------------------------------------------------------- |
| Премьер-министр Глава кабинета министров                                                        | Бидзина Иванишвили                                                           |
| Вице-премьер-министр                                                                            | Ираклий Аласания (с 25 октября 2012 до 21 января 2013) Георгий Маргвелашвили |
| Вице-премьер-министр                                                                            | Каха Каладзе                                                                 |
| Государственный министр по вопросам евроатлантической интеграции                                | Алекси Петриашвили                                                           |
| Государственный министр по вопросам реинтеграции                                                | Паата Закареишвили                                                           |
| Министр финансов                                                                                | Нодар Хадури                                                                 |
| Министр иностранных дел                                                                         | Майя Панджикидзе                                                             |
| Министр внутренних дел                                                                          | Ираклий Гарибашвили                                                          |
| Министр обороны                                                                                 | Ираклий Аласания                                                             |
| Государственный министр по вопросам диаспоры                                                    | Константин Сургуладзе                                                        |
| Государственный министр по занятости                                                            | Кахабер Саканделидзе                                                         |
| Министр по делам вынужденно перемещенных с оккупированных территорий лиц, беженцев и расселению | Давид Дарахвелидзе                                                           |
| Министр регионального развития и инфраструктуры                                                 | Давид Нармания                                                               |
| Министр образования и науки                                                                     | Георгий Маргвелашвили (с 25 октября 2012 до 18 июля 2013) Тамар Саникидзе    |
| Министр экономики и устойчивого развития                                                        | Георгий Квирикашвили                                                         |
| Министр сельского хозяйства                                                                     | Давид Кирвалидзе                                                             |
| Министр юстиции                                                                                 | Теа Цулукиани                                                                |
| Министр культуры и охраны памятников                                                            | Гурам Одишария                                                               |
| Министр охраны окружающей среды и природных ресурсов                                            | Хатуна Гоголадзе                                                             |
| Министр энергетики                                                                              | Каха Каладзе                                                                 |
| Министр здравоохранения, труда и социальной защиты                                              | Давид Сергеенко                                                              |
| Министр по исполнению наказаний и юридической помощи                                            | Созар Субари                                                                 |
| Министр спорта и молодёжи                                                                       | Леван Кипиани                                                                |

### Правительство Гарибашвили (с 20 ноября 2013 — 30 декабря 2015)
| Должность                                                                                       | Министр |
| ----------------------------------------------------------------------------------------------- | --- |
| Премьер-министр                                                                                 | Ираклий Гарибашвили 20 ноября 2013 г. — 23 декабря 2015 г. |
| Вице-премьер-министр Министр энергетики                                                         | Каха Каладзе с 25 октября 2012 г. |
| Министр обороны                                                                                 | Ираклий Аласания 25 октября 2012 г. — 4 ноября 2014 г. Миндия Джанелидзе 4 ноября 2014 г. — 1 мая 2015 г. Тина Хидашели с 1 мая 2015 г.                                                                   |
| Министр финансов                                                                                | Нодар Хадури с 25 октября 2012 г. |
| Министр регионального развития и инфраструктуры                                                 | Давид Нармания 25 октября 2012 г. — 14 апреля 2014 г. Элгуджа Хокришвили 14 апреля 2014 г. — 22 июля 2014 г. Давид Шавлиашвили 22 июля 2014 г. — 21 апреля 2015 г. Нодар Джавахишвили c 21 апреля 2015 г. |
| Министр образования и науки                                                                     | Тамар Саникидзе с 18 июля 2013 г. |
| Министр спорта и молодежи                                                                       | Леван Кипиани 25 октября 2012 г. — 1 мая 2015 г. Тариел Хечикашвили с 1 мая 2015 г. |
| Министр охраны окружающей среды и природных ресурсов                                            | Хатуна Гоголадзе 25 октября 2012 г. — 22 июля 2014 г. Элгуджа Хокришвили 22 июля 2014 г. — 1 мая 2015 г. Гигла Агулашвили с 1 мая 2015 г.                                                                 |
| Министр экономики и устойчивого развития                                                        | Георгий Квирикашвили 25 октября 2012 г. — 1 сентября 2015 г. Дмитрий Кумсишвили с 1 сентября 2015 г. |
| Министр юстиции                                                                                 | Теа Цулукиани с 25 октября 2012 г. |
| Министр культуры и охраны памятников                                                            | Гурам Одишария 25 октября 2012 г. — 22 июля 2014 г. Михаил Гиоргадзе с 22 июля 2014 г. |
| Министр по делам вынужденно перемещенных с оккупированных территорий лиц, беженцев и расселению | Давид Дарахвелидзе 25 октября 2012 г. — 22 июля 2014 г. Созар Субари с 22 июля 2014 г. |
| Министр иностранных дел                                                                         | Майя Панджикидзе 25 октября 2012 г. — 5 ноября 2014 г. Тамара Беручашвили 5 ноября 2014 г. — 1 сентября 2015 г. Георгий Квирикашвили с 1 сентября 2015 г.                                                 |
| Министр сельского хозяйства                                                                     | Шалва Пипия 24 мая 2013 г. — 22 июля 2014 г. Отар Данелия с 26 июля 2014 г. |
| Министр внутренних дел                                                                          | Александр Чикаидзе 20 ноября 2013 г. — 23 января 2015 г. Вахтанг Гомелаури 23 января 2015 г. — 1 августа 2015 г. Георгий Мгебришвили с 1 августа 2015 г.                                                  |
| Министр здравоохранения, труда и социальных дел                                                 | Давид Сергеенко с 25 октября 2012 г. |
| Министр по исполнению наказаний, пробации и юридической помощи                                  | Созар Субари 25 октября 2012 г. — 22 июля 2014 г. Георгий Мгебришвили 22 июля 2014 г. — 1 августа 2015 г. Каха Кахишвили с 1 августа 2015 г.                                                              |
| Государственный министр по вопросам примирения и гражданского равноправия                       | Паата Закареишвили с 25 октября 2012 г. |
| Государственный министр по вопросам диаспоры                                                    | Константин Сургуладзе 25 октября 2012 г. — 22 июля 2014 г. Гела Думбадзе с 22 июля 2014 г. |
| Государственный министр по вопросам европейской и евроатлантической интеграции                  | Алекси Петриашвили 25 октября 2012 г. — 4 ноября 2014 г. Давид Бакрадзе с 4 ноября 2014 г. |

### Правительство Квирикашвили (с 30 декабря 2015 — 20 июня 2018)
| Должность                                                                                       | Министр |
| ----------------------------------------------------------------------------------------------- | --- |
| Премьер-министр                                                                                 | Георгий Квирикашвили c 30 декабря 2015 г. |
| Министр энергетики                                                                              | Каха Каладзе 25 октября 2012 г. — 12 июля 2017 г. Илья Элошвили с 12 июля 2017 г.                                                                      |
| Министр обороны                                                                                 | Тинатин Хидашели 1 мая 2015 г. — 1 августа 2016 г. Леван Изория с 1 августа 2016 г.                                                                    |
| Министр финансов                                                                                | Нодар Хадури 25 октября 2012 г. — 27 ноября 2016 г. Дмитрий Кумсишвили 27 ноября 2016 - 13 ноября 2017 г. г. Мамука Бахтадзе с 13 ноября 2017 г.       |
| Министр регионального развития и инфраструктуры                                                 | Нодар Джавахишвили 21 апреля 2015 г. — 27 ноября 2016 г. Зураб Алавидзе с 27 ноября 2016 г.                                                            |
| Министр образования и науки                                                                     | Тамара Саникидзе 18 июля 2013 г. — 3 июня 2016 г. Александр Джеджелава с 3 июня 2016 г.                                                                |
| Министр спорта и молодежи                                                                       | Тариел Хечикашвили с 1 мая 2015 г. |
| Министр охраны окружающей среды и природных ресурсов                                            | Гигла Агулашвили с 1 мая 2015 г. |
| Вице-премьер-министр Министр экономики и устойчивого развития                                   | Дмитрий Кумсишвили 1 сентября 2015 г. — 27 ноября 2016 г. Георгий Гахария 27 ноября 2016 г. — 13 ноября 2017 г. Дмитрий Кумсишвили с 13 ноября 2017 г. |
| Министр юстиции                                                                                 | Теа Цулукиани с 25 октября 2012 г. |
| Министр культуры и охраны памятников                                                            | Михаил Гиоргадзе с 22 июля 2014 г. |
| Министр по делам вынужденно перемещенных с оккупированных территорий лиц, беженцев и расселению | Созар Субари с 22 июля 2014 г. |
| Вице-премьер-министр Министр иностранных дел                                                    | Михаил Джанелидзе с 30 декабря 2015 г. |
| Министр сельского хозяйства                                                                     | Отар Данелия 26 июля 2014 г. — 9 сентября 2016 г. Леван Давиташвили с 9 сентября 2016 г.                                                               |
| Вице-премьер-министр Министр внутренних дел                                                     | Георгий Мгебришвили 1 августа 2015 г. — 13 ноября 2017 г. Георгий Гахария с 13 ноября 2017 г.                                                          |
| Министр здравоохранения, труда и социальных дел                                                 | Давид Сергеенко с 25 октября 2012 г. |
| Министр по исполнению наказаний, пробации и юридической помощи                                  | Каха Кахишвили с 1 августа 2015 г. |
| Государственный министр по вопросам примирения и гражданского равноправия                       | Паата Закареишвили 25 октября 2012 г. — 1 августа 2016 г. Кетеван Цихелашвили с 1 августа 2016 г.                                                      |
| Государственный министр по вопросам диаспоры                                                    | Гела Думбадзе с 22 июля 2014 г. |
| Государственный министр по вопросам европейской и евроатлантической интеграции                  | Давид Бакрадзе 4 ноября 2014 г. — 27 ноября 2016 г. Виктор Долидзе с 27 ноября 2016 г.                                                                 |